# 福克蒂尼亚
福克蒂尼亚是巴西南大河州的一个市镇。总面积92平方公里，总人口2548人，人口密度27.7人/平方公里。